# تشيلي إنوموندو
تشيلي إنوموندو (بالإيطالية: Celle Enomondo)‏ هي بلدة وبلدية في مقاطعة أستي في إقليم بييمونتي في جنوب إيطاليا.

## السكان
في سنة 1861 بلغ عدد السكان 1٬060 نسمة، وتطور العدد ليصل في سنة 2011 لـ 480 نسمة.
يظهر هذا المخطط البياني تطور النمو السكاني لـ تشيلي إنوموندو